# Лыжа (река)
Лы́жа — река в Республике Коми, левый приток реки Печоры.
Длина — 223 км, площадь бассейна — 6620 км². Питание смешанное, с преобладанием снегового. Замерзает в конце октября — начале ноября, вскрывается в конце апреля — мае.
Крупнейшие притоки — Вадма (левый); Сигавей (правый).
Лыжа течёт по ненаселённой местности в районе Печорской гряды. Берега сильно заболочены, течение медленное, русло сильно извилистое. В реку впадает большое количество небольших притоков, стекающих с холмов Печорской гряды.
В месте впадения в Печору расположено село Усть-Лыжа.